# Pingvinon
Pingvinon je organska spojina s kemijsko formulo C10H14O. Njegovo ime izvira iz dejstva, da dvodimenzionalna struktura molekule spominja na pingvina. Pripona »on« označuje, da je spojina keton, ki ima dvojno vez med atomom ogljika in kisika. Sistematično ime molekule je 3,4,4,5-tetrametilcikloheksa-2,5-dienon.